# موزه تاریخ رایانه
موزه تاریخ رایانه (انگلیسی: Computer History Museum) موزه‌ای است که در سال ۱۹۹۶ در مانتین ویو، کالیفرنیا تأسیس شده‌است. این موزه به نگهداری و ارائه داستان و ساخته‌های عصر اطلاعات و بررسی انقلاب رایانه و تأثیر آن بر جامعه، اختصاص داده شده‌است.